# شرکت توربوجت
شرکت توربوجت (انگلیسی: TurboJET) شرکت کشتیرانی هنگ کنگی است، که در سال ۱۹۶۲ تأسیس شد.